# 艾恩賽德冰川
72°8′S 169°40′E / 72.133°S 169.667°E
艾恩賽德冰川（英語：Ironside Glacier）是南極洲的冰川，位於維多利亞地的博克格雷溫克海岸，全長48公里，發源自阿德默勒爾蒂山脈，流經韋韋爾山和赫歇爾山，最終注入穆布賴灣。